# ماینت (داکوتای شمالی)
ماینت(به انگلیسی: Minot) شهری در ایالت داکوتای شمالی کشور ایالات متحده آمریکا است که جمعیت آن در سرشماری سال ۲۰۱۰ میلادی، ۴۰٬۸۸۸ نفر بوده‌است.